# 溪亭泉

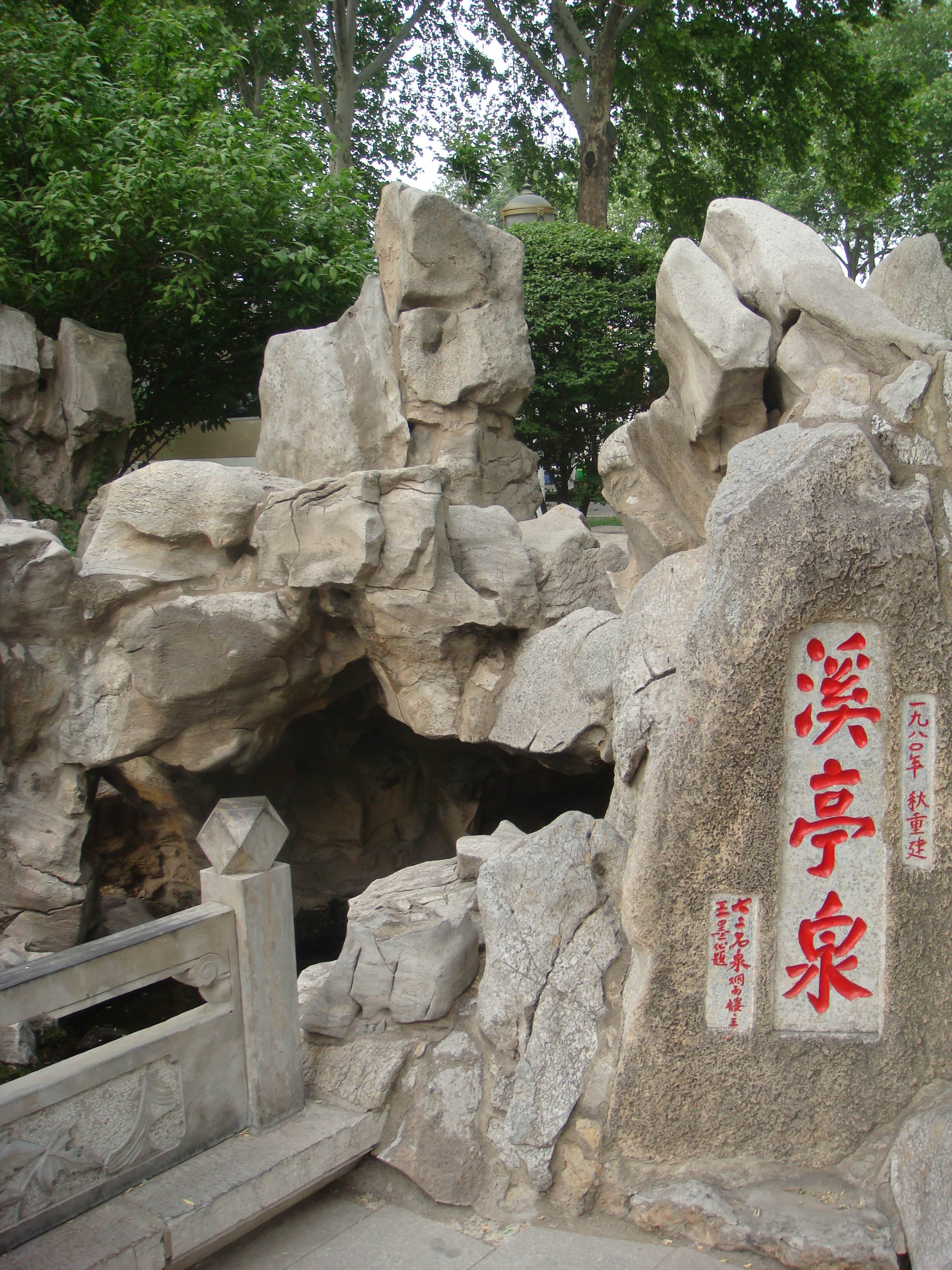
溪亭泉泉池与假山，2010年5月

溪亭泉又名王氏溪亭泉，位于中国山东省济南市历下区泉城路院前街1号的山东省人大院内，西距珍珠泉约8米，泉名得自于其附近溪流潺潺、亭阁翼然的园林景物。该泉为金代《名泉碑》、明代晏璧《七十二泉诗》和清代郝植恭《七十二泉记》所著录的济南七十二名泉之一，亦列入2004年4月评选的新七十二名泉中，隶属珍珠泉泉群。
古时珍珠泉、溪亭泉一带水域广阔，与濯缨湖、大明湖（古称西湖）相通，可乘舟楫而行，与宋代女词人李清照《如梦令》中“尝记溪亭日暮，沉醉不知归路”的意境相合，被认为是李清照荡舟作词之处。现存泉池为1980年整修，距古时的溪亭泉不远，长2米，宽1.8米，深2米，池岸以自然石所砌，东面叠山石，其上刻有王讷题写的泉名，其它三面绕以石雕护栏，泉水经玉带河通过濯缨湖、百花洲并流向大明湖。